# Turiasaurus riodevensis
Turiasaurus riodevensis es la única especie conocida del género extinto Turiasaurus («lagarto del Turia») de dinosaurio saurópodo turiasauriano, que vivió entre finales del período Jurásico , hace aproximadamente entre 155 y 146 millones de años, desde el Kimmeridgiense al Titoniense, en lo que hoy es Europa.

## Descripción

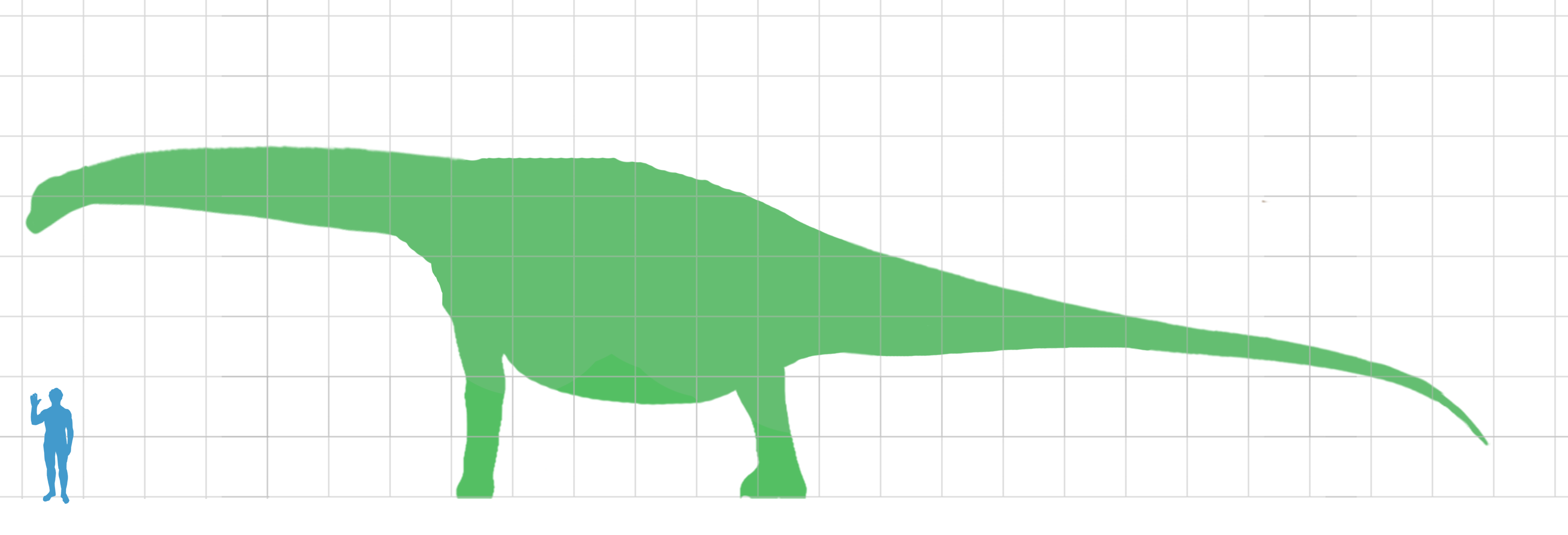
Tamaño comparativo de Turiasaurus con un humano.

Se cree que Turiasaurus es el dinosaurio más grande jamás encontrado en Europa y se encuentra entre los dinosaurios más grandes que se conocen. El estudio de un húmero de 1,79 metros de longitud y de otros huesos de su esqueleto ha permitido estimar una longitud de entre 36 y 38 metros y un peso de entre 39,9 y 47,36 toneladas. El peso combinado de seis o siete elefantes machos adultos. Estimaciones más recientes sugieren una longitud de 21 a 30 metros de largo, pero un peso comparable de 30 a 50 toneladas. Sus dimensiones lo convierten, según sus descubridores, en el mayor dinosaurio que habitó Europa y en uno de los mayores del mundo.
La longitud de su cráneo es de 70 centímetros, que no es demasiado grande. Según el paleontólogo Luis Alcalá, esto se debe a que una cabeza más grande podría haber provocado que Turiasaurus se rompiera el cuello.

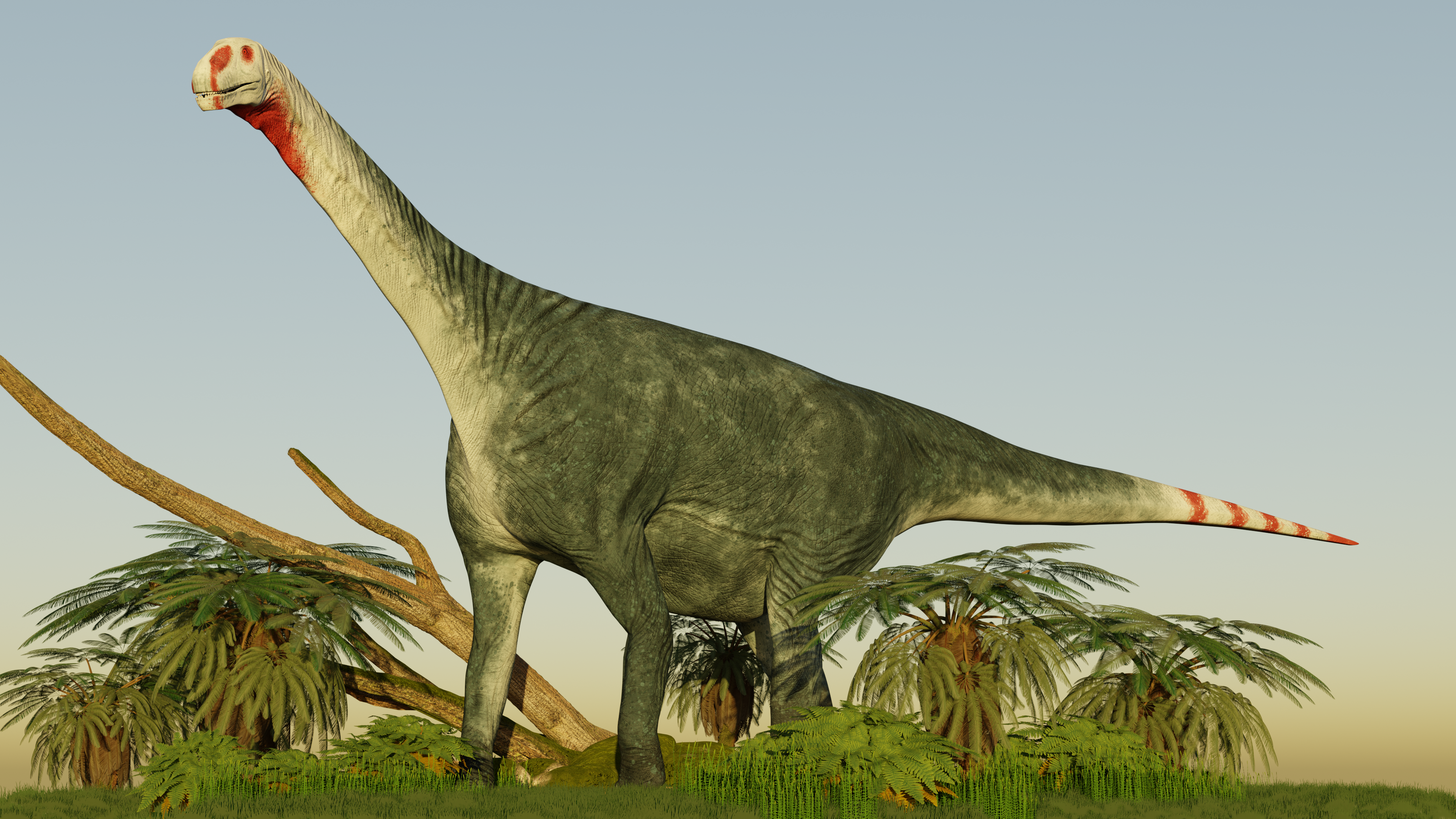
Recreación de Turiasaurus

## Descubrimiento e investigación

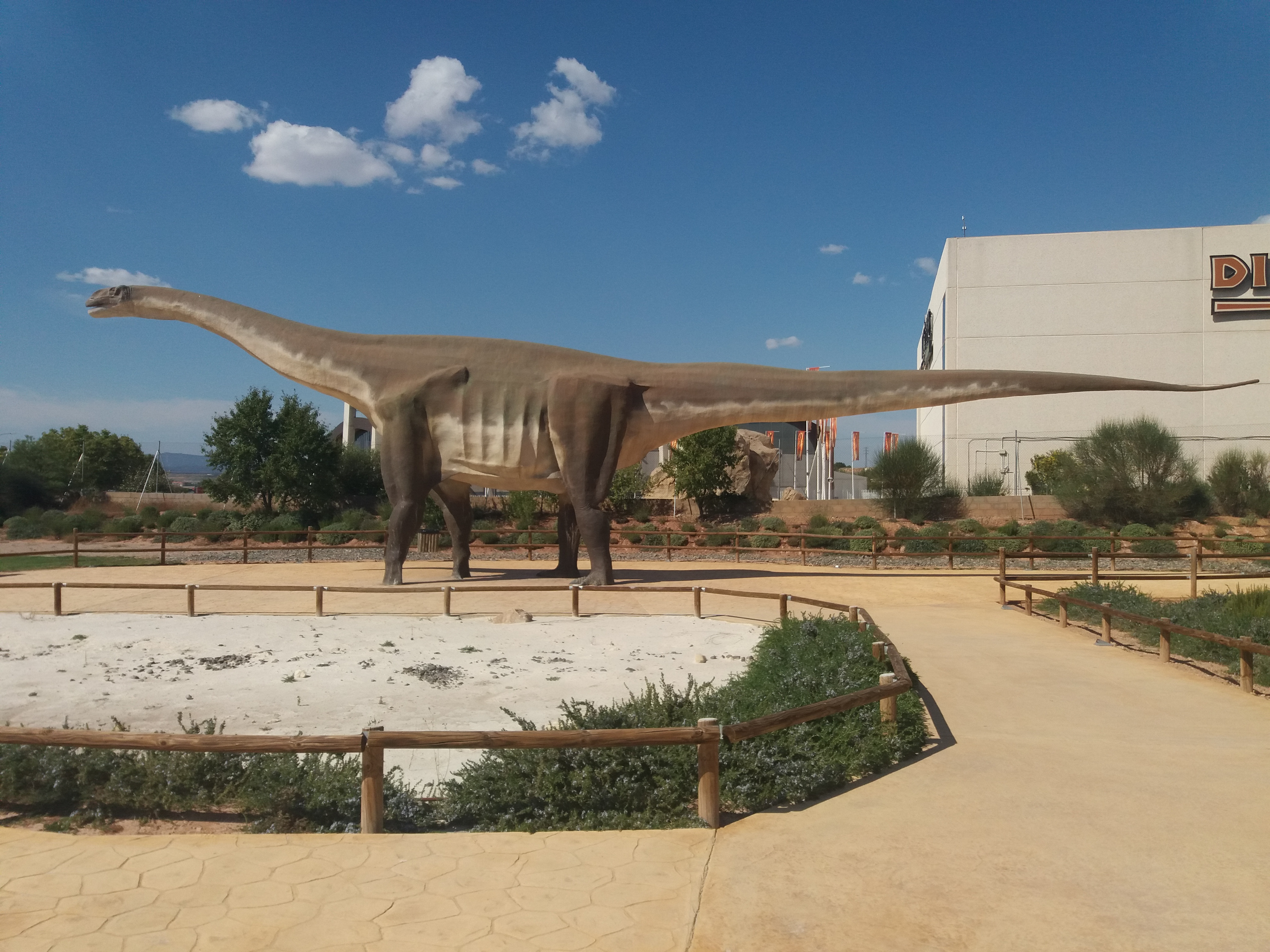
Réplica expuesta en Dinópolis Teruel (Teruel, España)

Los primeros restos de Turiasaurus aparecieron el 23 de mayo de 2003 en el paraje de El Húmero, apenas a un kilómetro del pueblo de Riodeva, en la provincia de Teruel. Tras el análisis de los primeros huesos extraídos, entre los que se encontraba una falange, se determinó que se trataba de un saurópodo de gran tamaño. La especie tipo fue formalmente descrita por Royo-Torres, Cobos & Alcala, en 2006.

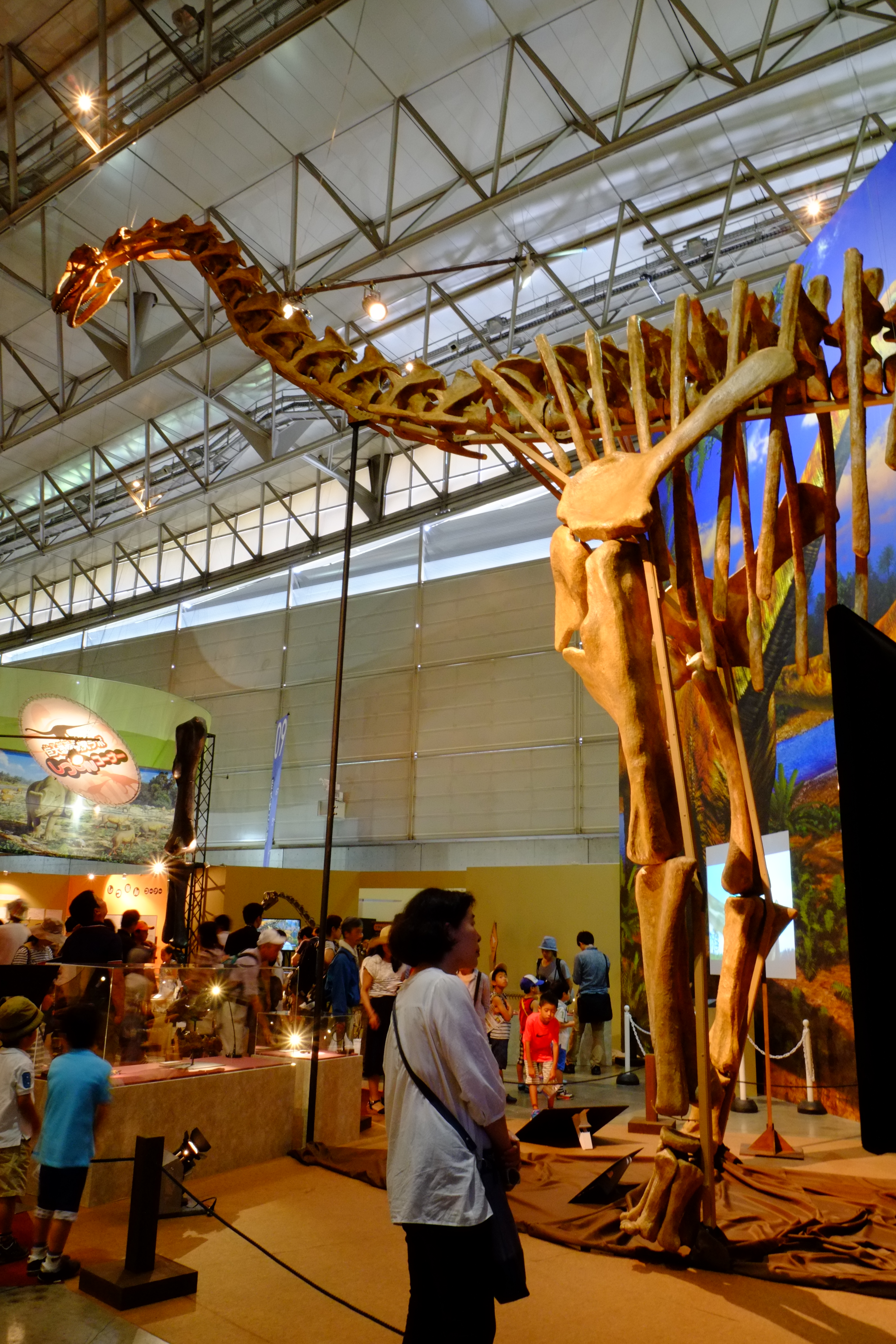
Esqueleto reconstruido.

El nuevo espécimen fue nombrado como Turiasaurus riodevensis. El nombre del género deriva de Turia, nombre de un río de Teruel (en cuya provincia se le llama Guadalaviar, pueblo donde nace), y del término griego sauros, que significa lagarto. El nombre de la especie hace alusión a Riodeva, localidad donde se encontraron los primeros restos de la especie. El río Turia toma este nombre al unirse con el río Alfambra en la capital de Teruel, entrando ya en la provincia de Valencia con ese nombre.
La especie fue definida tras el estudio de restos óseos hallados en el 2003 en la localidad española de Riodeva, en la provincia de Teruel, gracias a los investigadores Rafael Royo-Torres, Alberto Cobos y Luis Alcalá, efectuándose su descripción en 2006.
Los restos fragmentarios de este animal incluyen: varios dientes, seis vértebras cervicales, tres vértebras dorsales, dos vértebras de la cola, restos de la cintura escapular, una pata delantera izquierda completa y articulada (holotipo), formada por un húmero (de 1,79 metros de longitud), un radio, la ulna (cúbito), un carpal, cinco metacarpos y falanges de la mano, así como restos de las patas traseras, consistentes en una fíbula (peroné), dos astrágalos, varios metatarsos y algunas falanges de los pies. De manera más fragmentaria se recogieron un sacro, parte de un fémur y una tibia, que fueron encontrados en los depósitos de la Formación Riodeva. En 2012 se ha descrito el cráneo.

## Clasificación

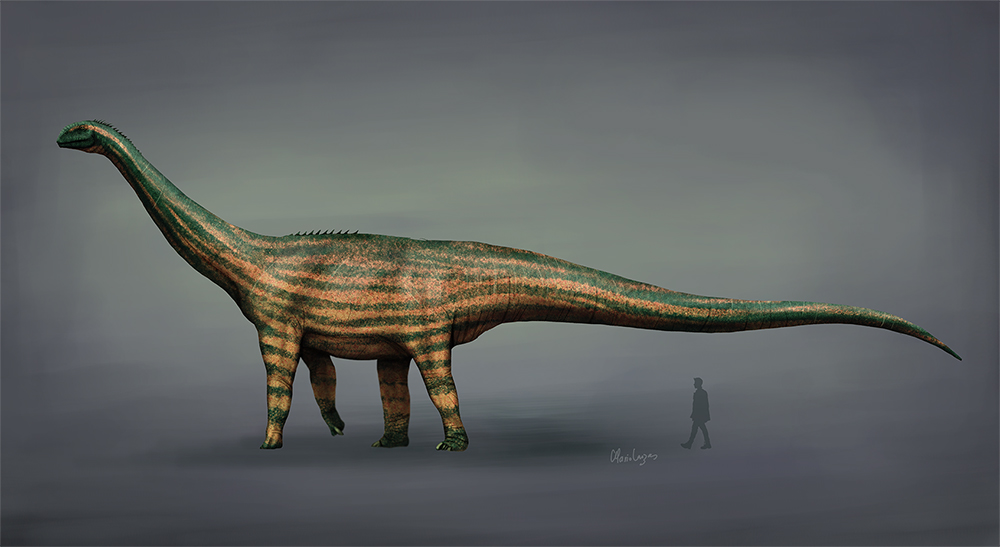
Recreación de Turiasaurus

El análisis filogenético muestra que Turiasaurus se encuentra fuera de la división Neosauropoda y pertenece a un nuevo clado, Turiasauria, junto con Losillasaurus y Galveosaurus. El esqueleto del Turiasaurus riodevensis presenta características que le sitúan entre los eusaurópodos basales, como vértebras y costillas sin cavidades, dos falanges por cada dedo de la mano y el extremo proximal de la tibia comprimido mediolateralmente. Es el primer saurópodo gigante que pertenece a este grupo, ya que las otras especies de gran porte, como Diplodocus, Brachiosaurus y Argentinosaurus pertenecen al clado de los neosaurópodos. 
El análisis filogenético muestra que Turiasaurus pertenece a un nuevo clado, Turiasauria, junto a Losillasaurus y Galveosaurus. Otros muchos saurópodos europeos, cuya clasificación era dudosa hasta ahora, han sido propuestos como miembros del nuevo clado, como ocurre con Neosodon y Cardiodon.

## Paleoecología
Hace 150 millones de años la zona donde se encontraron los restos era una extensa llanura sometida a la inﬂuencia de las mareas y surcada por ríos caudalosos que desembocaban en el mar de Tethys. En yacimientos cercanos de edad similar se han encontrado restos de una especie de saurópodo diplodócido, un estegosáurido y un ornitópodo aún sin clasificar, así como restos de cocodrilos, tortugas y peces.